# Estación San Isidro R
San Isidro R es una estación ferroviaria ubicada en la localidad homónima, cabecera del partido homónimo, Provincia de Buenos Aires, Argentina.

## Servicios
Es una estación intermedia del servicio urbano del Tren de la Costa que se presta entre las estaciones Avenida Maipú y Delta. Hasta el año 2013, la estación también servía un centro comercial, salas de cine y confiterías. Hoy en día, si bien sus andenes son mantenidos correspondientemente, el edificio que albergaba los negocios y el patio de comidas se encuentra  la Universidad Nacional de Scalabrini Ortiz.

## Ubicación
Se encuentra en la intersección de la avenida Tiscornia y la calle Pedro de Mendoza.

## Historia
En 1887 el presidente de la Nación el Miguel Juárez Celman, le otorgó a Emilio Nouguier la concesión de un ramal ferroviario a construir entre la estación Belgrano R (Ferrocarril de Buenos Aires a Rosario) y el pueblo de Las Conchas (Tigre). La nueva empresa se denominó “Compañía Nacional de Ferrocarriles Pobladores”. Sin embargo, hacia fines de 1889 se detuvieron los trabajos de construcción ante las dificultades que tenía la empresa para obtener créditos y el ramal termina pasando a manos del Ferrocarril de Buenos Aires a Rosario. La primera sección, conformada por las estaciones Coghlan, Luis María Saavedra, Florida y Bartolomé Mitre, se inaugura el 1 de febrero de 1891. Ese mismo año (1891) el servicio fue extendido a San Isidro y dos años después alcanzaba San Fernando. El tendido de rieles concluyó en 1896, cuando fue librada al servicio público la estación Tigre R (Delta).
El 29 de octubre de 1961, durante la presidencia de Arturo Frondizi bajo su administración la empresa estatal Ferrocarriles Argentinos, se decidió la clausura del tramo Borges-Delta por considerar que se trataba de un ramal "antieconómico" al pasar a escasa distancia de la línea Retiro-Tigre, tradicionalmente mucho más utilizada.[cita requerida] A partir de entonces, el denominado "Tren del Bajo" permaneció abandonado durante más de treinta años, funcionando la estación Bartolomé Mitre como punta de riel del servicio.
En 1989, durante el gobierno de Carlos Menem, en el marco del proceso denominado Reforma del Estado, la empresa Ferrocarriles Argentinos llamó a una licitación pública nacional e internacional para la rehabilitación del servicio ferroviario turístico en el sector comprendido entre las estaciones "Mitre II" (hoy Maipú) y Delta, incluyendo la operación del servicio, la ejecución de un proyecto arquitectónico y urbanístico destinado a recuperar los predios e inmuebles incluidos dentro del mencionado ramal, además de la explotación comercial de los mismos. Dicha licitación fue ganada por Tren de la Costa S.A., empresa subsidiaria de la Sociedad Comercial del Plata.
El nuevo servicio ferroviario se inauguró al público el 25 de abril de 1995, incluyendo once estaciones y tres centros comerciales (Maipú, Libertador y San Isidro). Los trabajos incluyeron la puesta en valor de la mayoría de las siete estaciones existentes y la construcción de cuatro estaciones nuevas (Maipú, Libertador, Marina Nueva y Delta).